# Kurzawka omszona
Kurzawka omszona (Bovista tomentosa  (Vittad.) De Toni) – gatunek grzybów z rodziny purchawkowatych (Lycoperdaceae).

## Systematyka i nazewnictwo
Pozycja w klasyfikacji według Index Fungorum: Bovista, Lycoperdaceae, Agaricales, Agaricomycetidae, Agaricomycetes, Agaricomycotina, Basidiomycota, Fungi.
Obecną nazwę naukową nadał Giovanni Battista de Toni.
Obecną Polską nazwę nadała Rudnicka-Jezierska w 1991, zastępując nazwę "Kurzawka filcowata" (Teodorowicz 1939).

## Występowanie i siedlisko
Występuje w Ameryce Północnej, Europie, Afryce i Azji. Najwięcej stanowisk podano w Europie. W Polsce podano stanowiska głównie na południu kraju. Aktualne stanowiska podaje także internetowy atlas grzybów. Znajduje się na Czerwonej Liście. Rośnie zazwyczaj poza lasami, w miejscach nasłonecznionych, wśród roślinności kserotermicznej, na glebach wapiennych wśród traw, na pastwiskach, czasem na skałach, rzadziej w borach sosnowych, parkach i ogrodach, także w zaroślach Juniperus communis, na opuszczonych polach uprawnych oraz wśród odpadów przemysłowych.